# Bóbitás gyöngytyúk
A bóbitás gyöngytyúk vagy kontyos gyöngytyúk (Guttera pucherani) a madarak (Aves) osztályának tyúkalakúak (Galliformes) rendjébe, ezen belül a gyöngytyúkfélék (Numididae) családjába tartozó faj.

## Rendszerezése
A fajt Gustav Hartlaub német ornitológus írta le 1860-ban, a Numida nembe Numida Pucherani néven.

## Alfajai
- Guttera pucherani barbata Ghigi, 1905
- Guttera pucherani edouardi (Hartlaub, 1867)
- Guttera pucherani pucherani (Hartlaub, 1861)
- Guttera pucherani sclateri Reichenow, 1898
- Guttera pucherani verreauxi (Elliot, 1870)

## Előfordulása
Nyugat-Afrikában, Kenya, Szomália és Tanzánia területén honos. Elterjedési területe egyes források szerint sokkal nagyobb. Természetes élőhelyei a szubtrópusi vagy trópusi síkvidéki esőerdők, száraz erdők és szavannák, valamint másodlagos erdők. Állandó, nem vonuló faj.
|  |

## Megjelenése
Testhossza 51 centiméter, testtömege 750-1000 g. Tollazata sötétkék és sok fehér petty díszíti. Repülés közben jól látható fehér szárnyfoltja. Csupasz pofája szürkéskék színű, füle körül és nyakán világosabb a bőr. A bóbita rövid, fekete, bodros tollakból áll. Farkát ijedségében vagy izgatottságában legyezőszerűen széttárja. Dürgés idején valószínűleg imponálásra is szolgál. Hosszú és erős lábán meglehetősen gyorsan fut. A repülésen kívül ez az egyetlen védekezési módja.

## Életmódja
A gyöngytyúk társas madár és nappal aktív. Párválasztása egész életre szól. Tápláléka gyümölcsök, csonthéjas termések, levelek, gumók, gyökerek és rovarok.

## Szaporodása
A költési időszak novembertől márciusig tart. A fészekaljban 4-5 sötét sárgásbarna vagy vöröses tojás található. A tojásokon a tojó 25-28 napig kotlik. A csibéket mindkét szülő neveli.

## Természetvédelmi helyzete
Az elterjedési területe nagyon nagy, egyedszáma pedig stabil. A Természetvédelmi Világszövetség Vörös listáján nem fenyegetett fajként szerepel.